# Bayerischer Toto-Pokal 2014/15
Der Bayerische Toto-Pokal 2014/15 war die 6. Saison seit der Pokalreform. Im Finale setzte sich die SpVgg Unterhaching bei der SpVgg SV Weiden durch und qualifizierte sich damit für die erste Runde des DFB-Pokals 2015/16.

## 1. Hauptrunde
Die Partien der 1. Hauptrunde fanden am 6. August 2014 um 18:30 statt. Einzelne Spiele wurden auch am 5., 12. und 13. August ausgetragen.
|                          | Ergebnis        |                           |
| ------------------------ | --------------- | ------------------------- |
| FV Karlstadt             | 00:10           | Würzburger Kickers        |
| TV Wasserlos             | 2:4             | SV Erlenbach/Main         |
| FC Teutonia Reichenbach  | 1:1 (4:3 i. E.) | TSV Großbardorf           |
| SV DJK Oberschwarzach    | 1:2             | 1. FC Schweinfurt 05      |
| Spfr. Dinkelsbühl        | 1:2             | SV Viktoria Aschaffenburg |
| SV Alemannia Haibach     | 1:1 (4:2 i. E.) | Würzburger FV             |
| STV Deutenbach           | 01:11           | FC Eintracht Bamberg      |
| FV Vilseck               | 0:3             | SpVgg Bayreuth            |
| SpVgg Erlangen           | 1:2             | SpVgg Bayern Hof          |
| 1. FC Oberhaid           | 1:1 (4:2 i. E.) | SV Friesen                |
| TSV Mönchröden           | 1:3             | SpVgg Selbitz             |
| TSV Thiersheim           | 0:6             | SpVgg SV Weiden           |
| SpVgg Jahn Forchheim     | 3:4             | SV Seligenporten          |
| ASV Neumarkt             | 2:2 (4:3 i. E.) | SC Eltersdorf             |
| 1. FC Schwarzenfeld      | 0:4             | SSV Jahn Regensburg       |
| SV Motzing               | 0:1             | SV Schalding-Heining      |
| TSV Ergoldsbach          | 0:2             | SpVgg Landshut            |
| SpVgg Hainsacker         | 1:5             | 1. FC Bad Kötzting        |
| SV Haarbach              | 0:8             | TSV Buchbach              |
| FC Sturm Hauzenberg      | 0:0 (5:4 i. E.) | DJK Vilzing               |
| TSV Kastl                | 0:4             | SpVgg Unterhaching        |
| SpVgg 1906 Haidhausen    | 10:2 1          | FC Ismaning               |
| FC Eitting               | 1:1 (3:5 i. E.) | Wacker Burghausen         |
| FC Bad Kohlgrub-Ammertal | 1:1 (0:3 i. E.) | BCF Wolfratshausen        |
| TSV 1865 Dachau          | 2:4             | SV Heimstetten            |
| SV Pullach               | 1:1 (7:8 i. E.) | TSV 1860 Rosenheim        |
| TSV Wertingen            | 0:3             | FV Illertissen            |
| Türkspor Augsburg        | 2:1             | TSV Schwabmünchen         |
| FC/DJK Weißenburg        | 2:4             | FC Memmingen              |
| DJK SV Ost Memmingen     | 1:3             | TSV 1861 Nördlingen       |
| 1. FC Sonthofen          | 6:0             | VfB Eichstätt             |
| FC Pipinsried            | 3:1             | TSV Rain am Lech          |

## 2. Hauptrunde
| Datum                      |                           | Ergebnis |                      |
| -------------------------- | ------------------------- | -------- | -------------------- |
| 19. August 2014, 18:00 Uhr | 1. FC Bad Kötzting        | 1:2      | TSV Buchbach         |
| 19. August 2014, 18:15 Uhr | FC Pipinsried             | 5:2      | FC Memmingen         |
| 19. August 2014, 18:15 Uhr | FC Ismaning               | 0:2      | Wacker Burghausen    |
| 19. August 2014, 18:15 Uhr | BCF Wolfratshausen        | 0:6      | SpVgg Unterhaching   |
| 19. August 2014, 19:00 Uhr | SpVgg SV Weiden           | 1:0      | SV Seligenporten     |
| 19. August 2014, 19:00 Uhr | TSV 1860 Rosenheim        | 2:1      | SV Heimstetten       |
| 20. August 2014, 18:15 Uhr | SV Viktoria Aschaffenburg | 2:0      | SV Alemannia Haibach |
| 20. August 2014, 18:15 Uhr | 1. FC Oberhaid            | 0:6      | FC Eintracht Bamberg |
| 20. August 2014, 18:15 Uhr | SpVgg Selbitz             | 0:2      | SpVgg Bayreuth       |
| 20. August 2014, 18:15 Uhr | ASV Neumarkt              | 1:0      | SpVgg Bayern Hof     |
| 20. August 2014, 18:15 Uhr | Türkspor Augsburg         | 0:1      | 1. FC Sonthofen      |
| 20. August 2014, 18:15 Uhr | TSV 1861 Nördlingen       | 1:5      | FV Illertissen       |
| 20. August 2014, 18:15 Uhr | FC Sturm Hauzenberg       | 0:7      | SSV Jahn Regensburg  |
| 20. August 2014, 19:00 Uhr | SpVgg Landshut            | 1:2      | SV Schalding-Heining |
| 21. August 2014, 18:15 Uhr | SV Erlenbach/Main         | 3:1      | 1. FC Schweinfurt    |
| 22. August 2014, 18:15 Uhr | FC Reichenbach            | 0:8      | FC Kickers Würzburg  |

## Achtelfinale
| Datum                         |                           | Ergebnis |                      |
| ----------------------------- | ------------------------- | -------- | -------------------- |
| 2. September 2014, 17:45 Uhr  | SV Erlenbach/Main         | 0:2      | FC Kickers Würzburg  |
| 2. September 2014, 17:45 Uhr  | ASV Neumarkt              | 1:3      | SpVgg Bayreuth       |
| 2. September 2014, 17:45 Uhr  | SV Schalding-Heining      | 5:2      | TSV Buchbach         |
| 2. September 2014, 18:00 Uhr  | SV Viktoria Aschaffenburg | 0:1      | FC Eintracht Bamberg |
| 3. September 2014, 17:45 Uhr  | FC Pipinsried             | 0:3      | FV Illertissen       |
| 3. September 2014, 18:00 Uhr  | TSV 1860 Rosenheim        | 1:6      | Wacker Burghausen    |
| 10. September 2014, 18:30 Uhr | SpVgg SV Weiden           | 1:0      | SSV Jahn Regensburg  |
| 10. September 2014, 19:00 Uhr | 1. FC Sonthofen           | 0:4      | SpVgg Unterhaching   |

## Viertelfinale
| Datum                      |                      | Ergebnis        |                       |
| -------------------------- | -------------------- | --------------- | --------------------- |
| 7. Oktober 2014, 19:00 Uhr | SpVgg SV Weiden      | 1:1 (5:3 i. E.) | FC Eintracht Bamberg  |
| 7. April 2015, 17:45 Uhr   | SV Schalding-Heining | 1:1 (3:5 i. E.) | SpVgg Bayreuth        |
| 8. April 2015, 17:45 Uhr   | FV Illertissen       | 2:2 (4:5 i. E.) | SpVgg Unterhaching    |
| 8. April 2015, 18:30 Uhr   | Wacker Burghausen    | 1:1 (7:8 i. E.) | FC Würzburger Kickers |

## Halbfinale
| Datum                     |                 | Ergebnis |                    |
| ------------------------- | --------------- | -------- | ------------------ |
| 22. April 2015, 19:00 Uhr | SpVgg SV Weiden | 3:0      | Würzburger Kickers |
| 5. Mai 2015, 19:00 Uhr    | SpVgg Bayreuth  | 1:3      | SpVgg Unterhaching |

## Finale
Das Finale fand am 20. Mai 2015 im Sparda Bank-Stadion in Weiden in der Oberpfalz statt.
| SpVgg SV Weiden                                                        | SpVgg SV Weiden | SpVgg Unterhaching | SpVgg Unterhaching |
| ---------------------------------------------------------------------- | --- | --- | ------------------ |
| SpVgg SV Weiden                                                        | \| 20. Mai 2015 um 19:00 in Weiden in der Oberpfalz (Sparda Bank-Stadion) \| \| Ergebnis: 2:2 (0:0), 5:6 i. E. \| \| Zuschauer: 2200 \| \| Schiedsrichter: Benjamin Brand \|                                                                                            | \| 20. Mai 2015 um 19:00 in Weiden in der Oberpfalz (Sparda Bank-Stadion) \| \| Ergebnis: 2:2 (0:0), 5:6 i. E. \| \| Zuschauer: 2200 \| \| Schiedsrichter: Benjamin Brand \|                                                   | SpVgg Unterhaching |
| SpVgg SV Weiden                                                        | Dominik Forster — Johannes Kohl, Peter Schecklmann, Thomas Wildenauer , Maximilian Geber (Rafał Wodniok 86.), Ralf Egeter (Christoph Hegenbart 90.), Friedrich Lieder, Johannes Scherm, Andreas Wendl, Michael Riester, Thomas Schneider Cheftrainer: Christian Stadler | Yannik Oettl — Josef Welzmüller, Alon Abelski, Pascal Köpke, Benjamin Schwarz, Yannic Thiel, Mario Erb , Andreas Volk (Lucas Hufnagel 30.), Dominik Widemann, Kenny Prince Redondo, Danilo Dittrich Cheftrainer: Claus Schromm | SpVgg Unterhaching |
| SpVgg SV Weiden                                                        | 1:0 Michael Riester (67.) 2:0 Friedrich Lieder (76.) | 2:1 Alon Abelski (83.) 2:2 Pascal Köpke (90.) | SpVgg Unterhaching |
| SpVgg SV Weiden                                                        | Elfmeterschießen | | SpVgg Unterhaching |
| SpVgg SV Weiden                                                        | 1:0 Peter Schecklmann 2:1 Christoph Hegenbart 3:2 Thomas Wildenauer 4:3 Rafael Wodniok 5:4 Friedrich Lieder ? | 1:1 Alon Abelski 2:2 Yannic Thiel 3:3 Mario Erb 4:4 Danilo Dittrich 5:5 Dominik Widemann 5:6 ? | SpVgg Unterhaching |
| SpVgg SV Weiden                                                        | Thomas Wildenauer (69.), Thomas Schneider (72.) | Benjamin Schwarz (54.), Cabezas Kenny Redondo (73.), Mario Erb (90.+2') | SpVgg Unterhaching |
| SpVgg SV Weiden                                                        | Thomas Schneider (89.) | | SpVgg Unterhaching |
| 20. Mai 2015 um 19:00 in Weiden in der Oberpfalz (Sparda Bank-Stadion) | | |                    |
| Ergebnis: 2:2 (0:0), 5:6 i. E.                                         | | |                    |
| Zuschauer: 2200                                                        | | |                    |
| Schiedsrichter: Benjamin Brand                                         | | |                    |